# Ґоттліб Фреліх
Ґоттліб Фреліх (13 серпня 1948) — швейцарський академічний веслувальник.
Бронзовий призер Олімпійських Ігор 1968 року в складі розпашної четвірки зі стерновим.